# Mahwelereng
Modimolle – miasto w Republice Południowej Afryki, w prowincji Limpopo.
Mahwelereng położone jest w północno-wschodniej części RPA, 2 km od miasteczka Mokopane (Potgietersrus). Powstało w czasach apartheidu, leżało wówczas na terenie bantustanu Lebowa.